# جائزة فيليب ليفرهيوم
جائزة فيليب ليفرهيوم (بالإنجليزية: Philip Leverhulme Prize) تمنح من قبل ليفرهيوم ترست وهو صندوق وقفي لتكريم الإنجازات المتميزة للباحثين الذين استحقوا الاعتراف الدولي وينتظرهم مستقبل وظيفي واعد. خلال السنة الواحدة فإن الجائزة تصل حتى ثلاثين مكافئة بقيمة مائة ألف جنيه إسترليني موزعة على مجموعة من التخصصات الأكاديمية.

## تاريخ الجائزة ومعاييرها
أخدت الجائزة اسمها من فيليب ليفرهيوم الذي توفي عام 2000. وهو حفيد وليام ليفرهيوم وثالث فيكونت من ليفرهيوم. تُدفع الجوائز على أقساط على مدى سنتين إلى ثلاث سنوات. يمكن استخدام الجائزة لأي غرض حيث يمكن أن تسرع وتساعد صاحب الجائزة في بحثه مع استثناء أن لاتكون الجائزة محسنة لراتب صاحب الجائزة.
المرشحين يجب أن يشغلوا أي وظيفة دائمة أو زمالة طويلة الأجل في مؤسسات المملكة المتحدة للتعليم العالي أو بحث يمتد لفترة أطول من مدة جائزة فيليب ليفرهيوم. أولئك ممن لايملكون رواتب مالية لا يحق لهم الترشح. المرشحين عادة يجب أن يكونوا قد منحوا درجة الدكتوراه بفترة لاتزيد عن عشر سنوات من تاريخ الإقفال.

## الجوائز
تمنح جوائز ليفرهيوم بشكل سنويا.